# Hřibiny-Ledská
Hřibiny-Ledská là một làng thuộc huyện Rychnov nad Kněžnou, vùng Královéhradecký, Cộng hòa Séc.